# 5531 Carolientje
5531 Carolientje è un asteroide della fascia principale. Scoperto nel 1973, presenta un'orbita caratterizzata da un semiasse maggiore pari a 2,7252152 UA e da un'eccentricità di 0,0961597, inclinata di 13,13714° rispetto all'eclittica.